# Fiat Uno
Fiat Uno (Фиа́т У́но, с итал. — «один, первый») — компактный автомобиль, выпускавшийся с 1983 по 1995 годы итальянской компанией Fiat.
20 января 1983 года Fiat устроил масштабную презентацию Uno на мысе Канаверал во Флориде рядом со стартовой площадкой американских космических челноков. Трудно найти более подходящее место для первого показа имевшего огромное значение для компании и  ориентированного на будущее автомобиля. Что и было отражено в названии, «Первый».
Для производства Uno заводы Fiat в Турине были подвергнуты серьёзной модернизации, направленной в первую очередь на повышение уровня автоматизации производства. Так, около 200 роботов было установлено в цехах сварки кузова и ещё 20 роботов использовалось при его окраске.
Уже на следующий год после появления в продаже, в 1984-м Uno был выбран автомобилем года в Европе.
В 2010 году в Бразилии под старым названием Uno началось производство совершенно нового автомобиля, технически более близкого к Panda.

## Описание

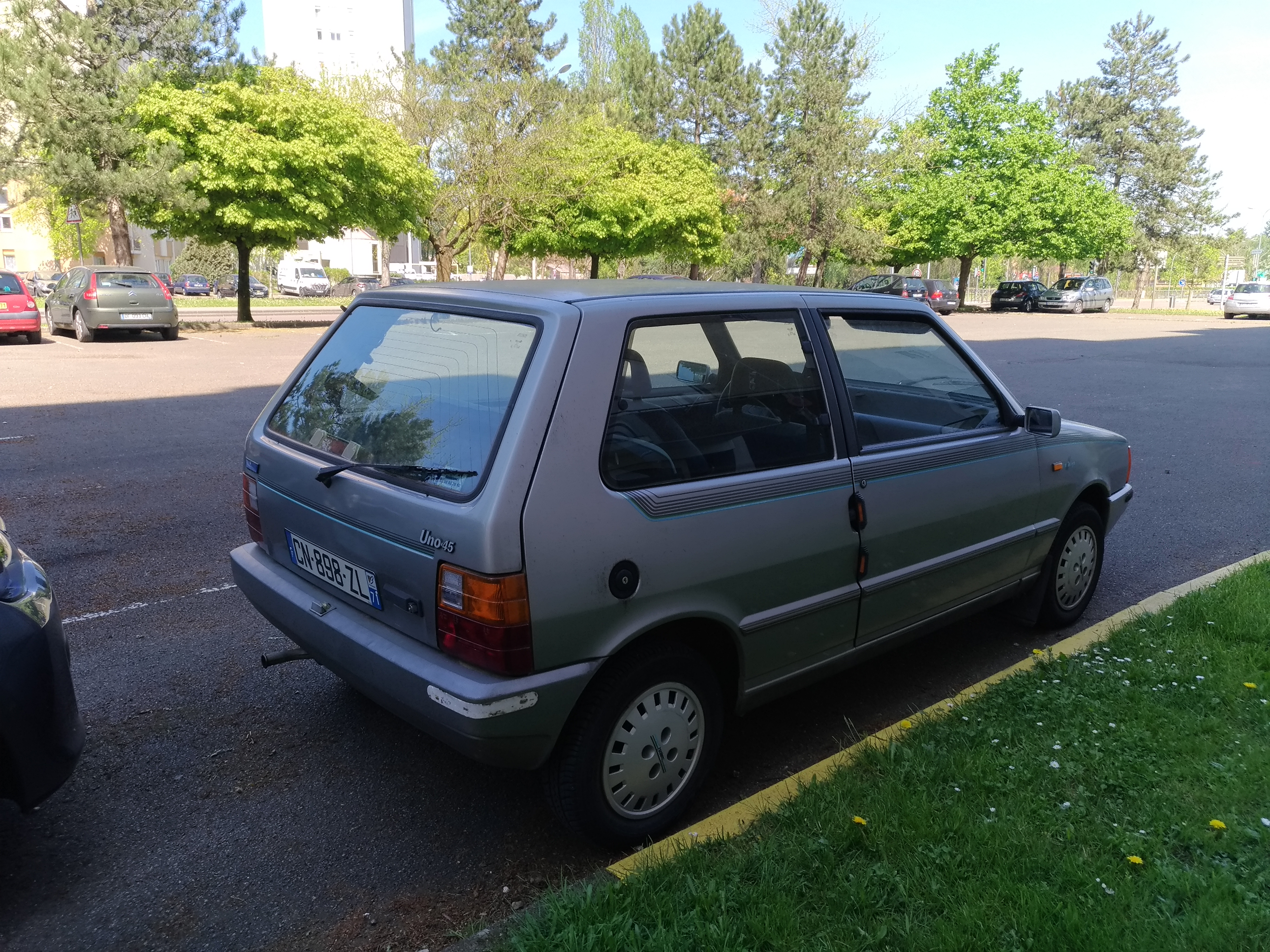
Fiat Uno трёхдверный

Автомобиль очень простой формы был разработан под руководством Джорджетто Джуджаро. Его кузов состоял всего из 172 сваренных между собой деталей. Единственный стеклоочиститель, отсутствие водосточных желобков по контуру крыши и спрятанные ручки дверей позволили снизать коэффициент аэродинамического сопротивления до 0,33.
В просторном салоне с большой площадью остекления перед водителем располагалась открытая передняя панель с большой полкой, но без традиционного перчаточного ящика. Переключатели света и стеклоочистителей были сгруппированы в два крупных блока, размещённых слева и справа от приборной панели так, что водитель мог управлять ими не снимая руки с руля.
Первоначально автомобиль комплектовался тремя бензиновыми двигателями разного рабочего объёма и мощности и атмосферным дизелем. Начиная с 1985 года на модель стали устанавливать новейшие бензиновые моторы серии FIRE со встроенным каталитическим нейтрализатором выхлопных газов, а в Италии предлагался автомобиль с новым турбодизелем. В 1986-м в гамме двигателей появился 1,5-литровый бензиновый мотор со впрыском топлива и 1,7-литровый атмосферный дизель. Со всеми двигателями агрегатировались механические четырёх или пятиступенчатые коробки передач.
Шасси автомобиля состояло из передней независимой подвески со стойками типа Макферсон, задней пружинной полунезависимой с продольными рычагами, связанными скручивающийся балкой, реечного рулевого управления и тормозной системы с усилителем, передними дисковыми и задними барабанными тормозами.
Спортивный Uno Turbo оснащался турбированным бензиновым двигателем разработанным при поддержке Ferrari. 1,3-литровый мотор с промежуточным охлаждением воздуха, масляным радиатором, впрыском топлива Bosch Jetronic и зажиганием от поставщика болидов Формулы 1 Magneti Marelli развивал 105 лошадиных сил и разгонял автомобиль до 100 километров в час за 8,3 секунды. Помимо форсированного мотора, автомобиль имел спортивную подвеску, литые колёса с низкопрофильными шинами и спойлеры спереди и сзади. Антиблокировочную систему тормозов на него стали устанавливать начиная с 1987 года.
В те годы сторонние фирмы делали самые разнообразные варианты чрезвычайно популярного Uno. Так, предлагались грузовые фургончики и пикапы, созданные на базе модели. В жаркой Бразилии можно было купить кабриолет Uno, а британцы создали особо оформленную спортивную версию с форсированным Giannini двигателем.

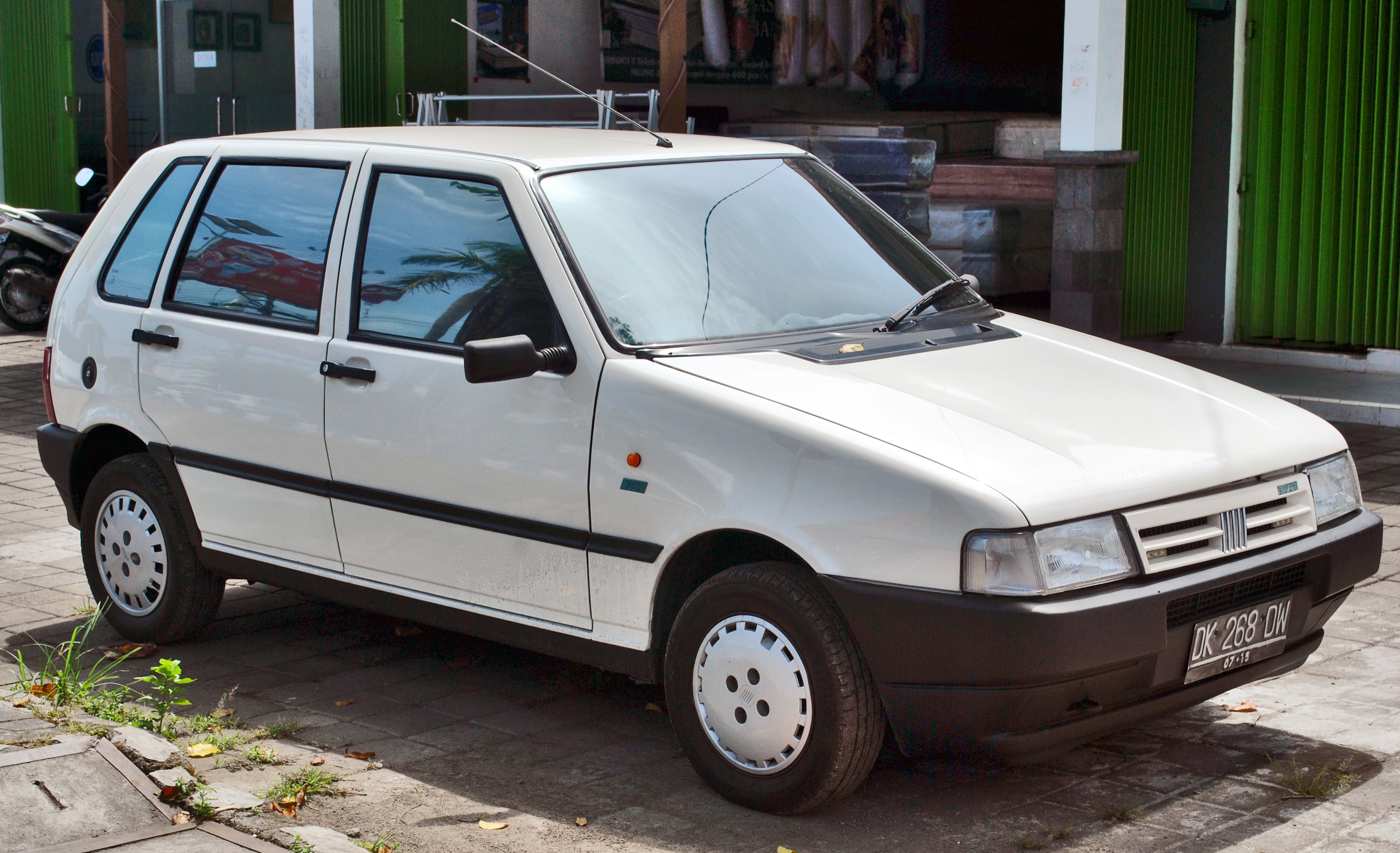
Fiat Uno после модернизации

В 1989-м Uno получил множество разнообразных изменений, да таких, что иногда выпущенные в последующие годы автомобили называют моделями второго поколения. Новая решётка радиатора и более узкие фары, а также изменённая крышка багажника сзади и новые округлые бампера позволили снизить коэффициент аэродинамического сопротивления до 0,30. В полностью новом интерьере с новой передней панелью теперь размешались более удобные современные кресла. Был обновлён список всех комплектаций. Появились новые двигатели, в том числе бензиновый 1,4-литровый в атмосферном и турбированном исполнениях. Чуть ранее, с 1987 года, помимо механических коробок передач стал доступен вариатор.
В последние годы выпуска автомобиля в Италии Uno предлагался во множестве самых разнообразных версий. Были модели оригинальной расцветки, с изменённым, в том числе кожаным салоном или с установленной на заводе высококачественной аудиосистемой.
| Двигатели  | Двигатели          | Двигатели           | Двигатели                        | Двигатели                   | Двигатели       | Двигатели  |
| ---------- | ------------------ | ------------------- | -------------------------------- | --------------------------- | --------------- | ---------- |
|            | рабочий объём, см³ | цилиндров/ клапанов | мощность, л. с./ обороты, об/мин | момент, Нм/ обороты, об/мин | годы применения | примечания |
| Бензиновые |                    |                     |                                  |                             |                 |            |
| 0.9        | 903                | 4-цил./8-кл. OHV    | 45/5600                          | 67/3000                     | 1983—1995       |            |
| 1.0 (FIRE) | 986                | 4-цил./8-кл. SOHC   | 45/5000                          | 80/2750                     | 1985—1989       |            |
| 1.0 (FIRE) | 999                | 4-цил./8-кл. SOHC   | 45/5000                          | 78/2750                     | 1989—1995       |            |
| 1.1 (FIRE) | 1108               | 4-цил./8-кл. SOHC   | 58/5700                          | 87/3000                     | 1985—1995       |            |
| 1.1        | 1116               | 4-цил./8-кл. SOHC   | 55/5600                          | 86/2900                     | 1983—1995       |            |
| 1.3 (FIRE) | 1280               | 4-цил./8-кл. SOHC   | 66/5600                          | 100/3000                    | 1985—1989       |            |
| 1.3        | 1301               | 4-цил./8-кл. SOHC   | 70/5700                          | 100/2900                    | 1983—1985       | SPI        |
| 1.3 Turbo  | 1301               | 4-цил./8-кл. SOHC   | 105/5700                         | 147/3200                    | 1985—1989       | Turbo, SPI |
| 1.4        | 1372               | 4-цил./8-кл. SOHC   | 72/6000                          | 106/3250                    | 1989—1995       | SPI        |
| 1.4 Turbo  | 1372               | 4-цил./8-кл. SOHC   | 118/6000                         | 161/3500                    | 1989—1995       | Turbo, SPI |
| 1.5        | 1498               | 4-цил./8-кл. SOHC   | 75/5500                          | 113/3000                    | 1986—1989       | SPI        |
| Дизели     |                    |                     |                                  |                             |                 |            |
| 1.3 D      | 1301               | 4-цил./8-кл. OHV    | 45/5000                          | 75/3000                     | 1983—1995       |            |
| 1.4 TD     | 1376               | 4-цил./8-кл. SOHC   | 70/4800                          | 128/2500                    | 1985—1995       | Turbo      |
| 1.7 D      | 1697               | 4-цил./8-кл. OHV    | 60/4600                          | 100/2900                    | 1986—1995       |            |

## Производство

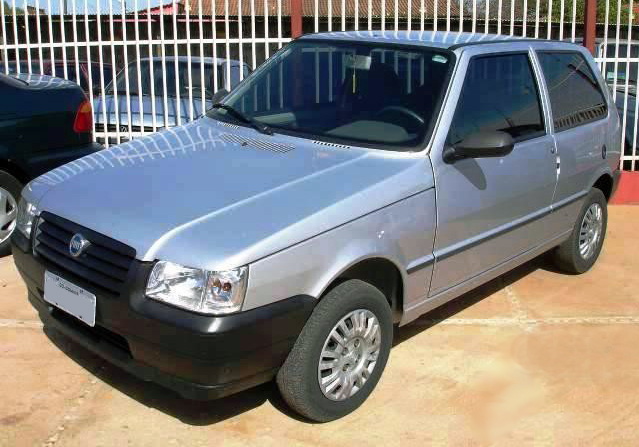
Бразильский Fiat Mille

После представления в сентябре 1993 года Punto, как нового компактного автомобиля компании, Uno ещё два года производился в Италии. К моменту окончания его сборки на родине в 1995 году было изготовлено более 6 миллионов автомобилей. Но на этом история модели не закончилась. До 2002 года автомобиль собирали в Польше, как под названием Uno, так и в слегка перелицованном виде под маркой Innocenti Mille. С 1994 по 2000 года Uno также изготавливали в Турции.
Помимо Европы Uno производился в Южной Африке, с 1990 года по лицензии, а в 1998-м Fiat взял изготовление автомобиля под свой контроль. Кроме того, сборка модели из машинокомплектов велась до 2003 года в Марокко, в Пакистане до 2004-го, а также в Индии с 1997 по 2004 и на Филиппинах с 1992 по 2000, где Uno был даже включён в государственную программу моторизации страны.
Южная Америка всегда была важным рынком для компании Fiat, где она до сих пор является одним из крупнейших автопроизводителей. Заводы в Бразилии и Аргентине производили Uno для местного рынка вплоть до 2000 года. Небольшие партии этих автомобилей время от времени завозились в Европу.
Обновлённая версия автомобиля, названная Fiat Mille появилась в 2004 году в Бразилии. Ходовая часть его была адаптирована под не самые лучшие местные дороги. В отличие от европейской модели, запасное колесо у него располагалось под капотом. Все двигатели могли работать как на бензине, так и на биотопливе, широко распространённом в Бразилии.
В год 30-летия выпуска первого автомобиля в 2013-м всеми заводами по всему миру было изготовлено около 8,8 миллиона Uno.